# Piazza dell'Indipendenza (Siena)
Piazza dell'Indipendenza si trova a Siena, nel terzo di Camollia, poco a nord di piazza del Campo.

## Storia e descrizione
Di formazione ottocentesca, è caratterizzata da una loggia eretta nel 1887 su progetto di Archimede Vestri. Dietro di essa, il palazzo Ballati è invece medievale e spicca per la torre rettangolare in pietra. Sotto la loggia si trovava il monumento ai caduti per l'indipendenza, realizzato da Tito Sarrocchi e collocato nel 1879, che fu trasferito a San Prospero nel 1958 per ricavare parcheggi nella piazza.
Al 15 ha sede l'Accademia dei Rozzi, fondata nel 1531, e dotata di teatro con sala costruita da Alessandro Doveri (1816, ampliata nel 1874).